# Daniël Théodore Gevers van Endegeest

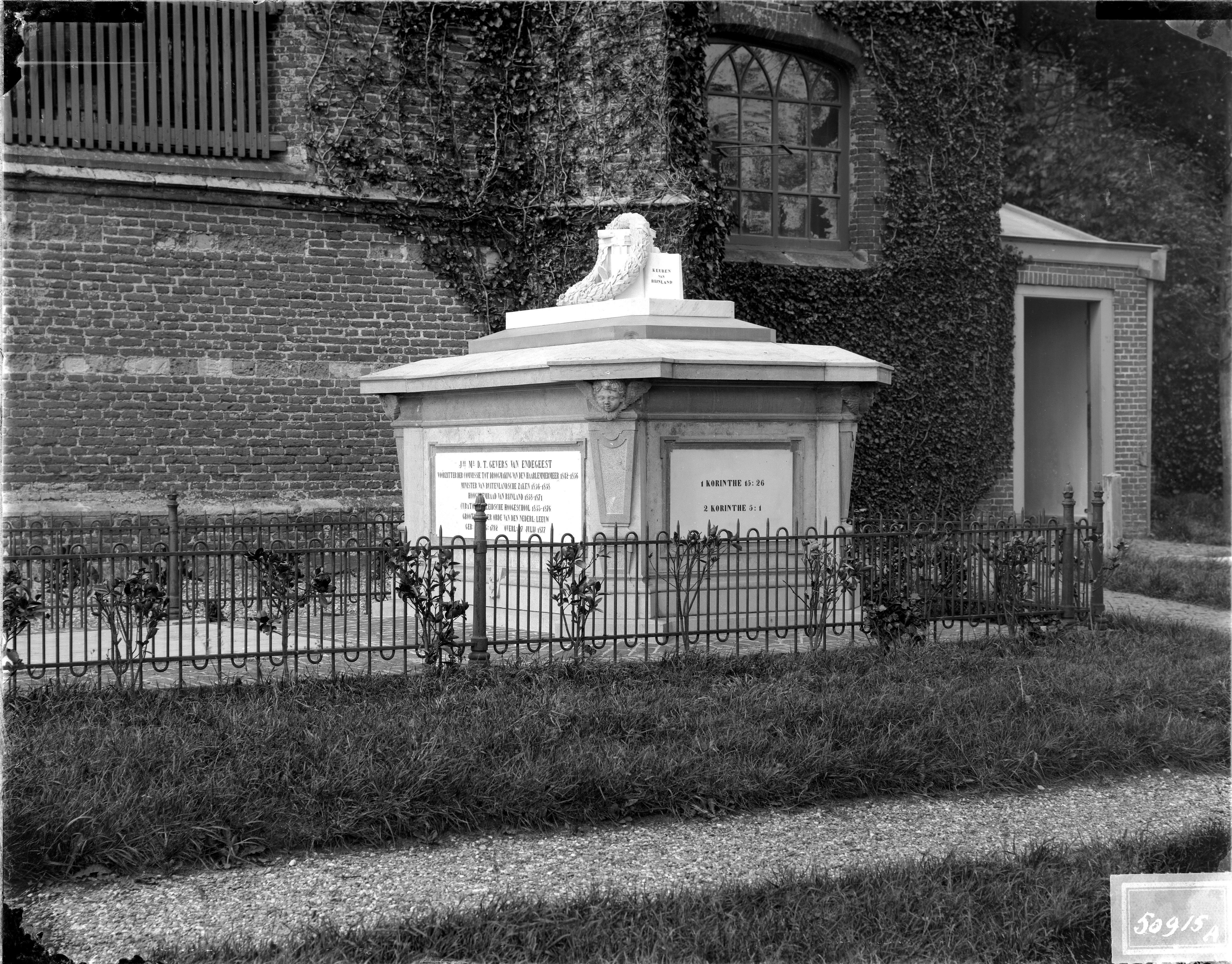
Het grafmonument, vervaardigd door Jacques Timmermans, bij het Groene Kerkje te Oegstgeest. Glasnegatief, ca. 1880.

Daniël Théodore Gevers van Endegeest (Rotterdam, 25 augustus 1793 - Oegstgeest, 27 juli 1877) was een Nederlandse jonkheer en politicus.
Hij was een conservatief, negentiende-eeuws politicus uit het Rotterdamse regentengeslacht Gevers. Hij keerde zich tegen de grondwetsherziening van 1848, maar paste zich daarna snel aan de nieuwe omstandigheden aan. Hij was minister in het conservatieve kabinet-Van der Brugghen. Als commissievoorzitter had hij een belangrijk aandeel in de droogmaking van de Haarlemmermeer. Als ambachtsheer van Oegstgeest (hij was eigenaar van Kasteel Endegeest) deed hij veel aan liefdadigheid en in die zin was hij een typische patriarchale landheer van de oude stempel.
Door zijn huwelijk met Jkvr. Margaretha Johanna Deutz van Assendelft was hij ook eigenaar van Kasteel Marquette in Heemskerk.